# 邦热苏斯-达塞拉
邦热苏斯-达塞拉是巴西巴伊亚州的一个市镇。总面积410.033平方公里，总人口10096人，人口密度24.6人/平方公里。